# Zenit (tijdschrift)
Zenit (Servo-Kroatisch (Cyrillisch) Зенит) was een avant-gardetijdschrift dat tussen 1921 en 1926 werd uitgegeven in Joegoslavië, aanvankelijk in Zagreb en later in Belgrado.
Zenit werd vanaf 1921 uitgegeven door de schrijver Ljubomir Micić en droeg als strijdkreet "Verenigt U, zenitisten en alle revolutionaire geesten der Balkan". Micić wilde zo een tegengeluid geven aan de traditionele stromingen in de literatuur op de Balkan, en diezelfde Balkan ook behoeden voor "Europese invloed". In Zenit publiceerden naast Micić dichters als Branko Ve Poljanski, Marijan Mikac, Andra Jutronić, Risto Ratković, Richard Behrens en Vojislav Avakumović. Het tijdschrift besteedde ook aandacht aan de andere kunstdisciplines. De componist Joseph Stoltzer-Slawenski en de schilders Louis Lozowick, Vjera Biller en Jo Klek rekenden zich ook tot de zenitisten. De zenitisten beschikten over een eigen tentoonstellingszaal in Belgrado en organiseerden "conferences" in de grote steden van Joegoslavië.
Volgens Branko Ve Poljanski, Micić' halfbroer, waren de doelstellingen van het zenitisme:
- Het bestrijden van Europese invloeden op de Balkan door middel van het "Barbarengenie". Polianski zag de Serviërs en de andere Joegoslaven als opvolgers van de oude Grieken.
- De "balkanisering" van Europa.
- Het zoeken van aansluiting bij het oosten (Rusland).
- Het verenigen van alle stromingen en kunsten, zodat alle menselijke trekken [in het zenitisme] tevoorschijn zullen komen.

De literaire uitgangspunten van het zenitisme waren:
- de paradox als uitdrukkingsmiddel
- anti-esthetisch
- anti-filosofisch (anti-platoons)
- anti-wetenschappelijk

De zenitisten beschikten over uitgebreide internationale contacten. Micić organiseerde in april 1924 een internationale tentoonstelling in Belgrado met deelname van Franse, Russische en Hongaarse avant-gardekunstenaars. Branko Ve Poljanski verbleef in 1925 en 1926 in Parijs, in het hart van het "verderf", om er aanhangers te winnen voor het zenitisme.
Het internationale netwerk van de zenitisten contrasteerde met de tegenwerking die zij in eigen land ondervonden. Het 43ste en laatste nummer van Zenit verscheen in 1926 en werd verboden, omdat het communistische propaganda zou bevatten. Micić verliet Joegoslavië in december 1926 en vestigde zich in Parijs.

## Commentaar
Volgens Theo van Doesburg, die een vertaling van een tekst van Polianski in De Stijl publiceerde, was het zenitisme vooral tegen de dominantie van de "Latijnse" cultuur. De zenitisten wilden als onderdeel van een van de "jonge" volken, namelijk de "slaven", de mentaliteit van Europa verfrissen en vernieuwen. Van Doesburg vraagt zich echter wel af in hoeverre het zenitisme zelf door de Europese cultuur is beïnvloed, voordat het tot dergelijke ideeën kwam.